# Rock, Rock, Rock (film)
Rock, Rock, Rock is een Amerikaanse zwart-wit-muziekfilm uit 1956 met optredens van een aantal sterren uit de begintijd van de rock-'n-roll, onder wie Chuck Berry, LaVern Baker, Teddy Randazzo, The Moonglows, The Flamingos en Frankie Lymon & the Teenagers. Ook radio-dj Alan Freed treedt op als zichzelf. De stem van het hoofdpersonage Dori Graham werd ingezongen door Connie Francis.
Het verhaal heeft niet veel om het lijf: tienermeisje Dori Graham (gespeeld door een 13-jarige Tuesday Weld) krijgt geen geld van haar vader om een dure jurk te kopen voor een prom-feest en moet het geld zelf bijeen zien te brengen.
De gelijknamige soundtrack Rock, Rock, Rock (1956) wordt tegenwoordig vaak beschouwd als Chuck Berry's debuutalbum, omdat veel artiesten uit de film niet op het album voorkwamen.

## Rolverdeling
| Acteur          | Personage                  |
| --------------- | -------------------------- |
| Chuck Berry     | zichzelf                   |
| Alan Freed      | zichzelf                   |
| Fran Manfred    | Arabella                   |
| Tuesday Weld    | Dori Graham                |
| Connie Francis  | Dori Graham (zangstem)     |
| Teddy Randazzo  | Tommy Rogers               |
| Jacqueline Kerr | Gloria Barker              |
| Jack Collins    | Mr. Graham, Dori's vader   |
| Carol Moss      | Mrs. Graham, Dori's moeder |
| Eleanor Swayne  | Miss Silky                 |
| Lester Mack     | Mr. Bimble                 |
| Bert Conway     | Mr. Barker                 |
| Johnny Burnette | zichzelf                   |
| David Winters   | Melville                   |

## Wetenswaardigheden
- Rock, Rock, Rock was het filmdebuut van zowel Valerie Harper (kort te zien als danser tijdens de prom) als Jack Collins.